# Orašar: Neispričana priča
"Orašar: Neispričana priča" (2014.) je hrvatska animirana web serija podijeljena u 40 nastavaka koja govori o Prvom svjetskom ratu. Ispričana je iz perspektive Orašara.

## Radnja
Serija je smještena tijekom razdoblja Prvog svjetskog rata. Na početku serije, Orašar je zaključan u škrinji i ne zna kako je dospio u nju kada ga pronalazi stariji muškarac Gustave i odnosi tinejdžerici Lucindi te joj ga daruje kao poklon za Božić. Te iste noći grad biva bombardiran te Lucinda, njezina majka i njena dva brata (Harry i Luke) bježe u sklonište. No, Lucinda staje na pola puta shvativši da je zaboravila Orašara te odlazi po njega, a kada se vrati u sklonište vidi da njene obitelji tamo nema. Lucinda odluči potražiti svoju obitelj pod svaku cijenu i kreće na dugu potragu. Pregledava bolnice, bježi od vojske, i zajedno s Orašarom[neaktivna poveznica] preživljava na koje god načine može.

## Likovi
Orašar je lik o kojem jako malo saznajemo iako je on glavni i jedini pripovjedač u cijeloj seriji. On je u principu anđeo čuvar. Malo govori, svoju hranu daje ostalima i riskira svoj život za dobrobit ostalih. Kroz cijelu seriju pratimo njegov odnos s Lucindom.
Lucinda je drugi glavni lik. Iako ima samo 15 godina, vrlo je bistra i pametna. Ona je odlučna, ambiciozna i skromna. Također je glavni pokretač radnje u seriji. Kroz seriju pratimo njezin emocionalni pad i uspon.
Majka, iako o njoj jako malo saznajemo, svejedno je vrlo važan čimbenik u cijeloj seriji. Njezinim nestankom, Lucinda se prvi put suočava sa svijetom odraslih i nameće se jako važno pitanje,a to je "Kamo ću sad?"
Harry, srednje dijete. Ima 10 godina i isto je vrlo bistar i pametan. Također je vrlo snalažljiv što mu pomaže u preživljavanju.
Luke, namlađe dijete. Ima samo 6 godina, ali je zato vrlo spretan i godine mu neće otežati preživljavanje u ratu.
Gustave, Orašarov spasitelj i neprijatelj. Muškarac od 45 godina koji odlazi u rat tipičan je primjer klasičnog vojnika kojeg je rat uvelike promijenio.

## Pregled epizoda
| Epizoda    | Nadnevak    |
| ---------- | ----------- |
| Epizoda 1  | 10. srpnja  |
| Epizoda 2  | 11. srpnja  |
| Epizoda 3  | 12. srpnja  |
| Epizoda 4  | 13. srpnja  |
| Epizoda 5  | 14. srpnja  |
| Epizoda 6  | 15. srpnja  |
| Epizoda 7  | 16. srpnja  |
| Epizoda 8  | 17. srpnja  |
| Epizoda 9  | 18. srpnja  |
| Epizoda 10 | 19. srpnja  |
| Epizoda 11 | 20. srpnja  |
| Epizoda 12 | 21. srpnja  |
| Epizoda 13 | 22. srpnja  |
| Epizoda 14 | 23. srpnja  |
| Epizoda 15 | 24. srpnja  |
| Epizoda 16 | 25. srpnja  |
| Epizoda 17 | 26. srpnja  |
| Epizoda 18 | 27. srpnja  |
| Epizoda 19 | 28. srpnja  |
| Epizoda 20 | 29. srpnja  |
| Epizoda 21 | 30. srpnja  |
| Epizoda 22 | 31.srpnja   |
| Epizoda 23 | 1.kolovoza  |
| Epizoda 24 | 2.kolovoza  |
| Epizoda 25 | 3.kolovoza  |
| Epizoda 26 | 4.kolovoza  |
| Epizoda 27 | 5.kolovoza  |
| Epizoda 28 | 6.kolovoza  |
| Epizoda 29 | 7.kolovoza  |
| Epizoda 30 | 8.kolovoza  |
| Epizoda 31 | 9.kolovoza  |
| Epizoda 32 | 10.kolovoza |
| Epizoda 33 | 11.kolovoza |
| Epizoda 34 | 12.kolovoza |
| Epizoda 35 | 13.kolovoza |
| Epizoda 36 | 14.kolovoza |
| Epizoda 37 | 15.kolovoza |
| Epizoda 38 | 16.kolovoza |
| Epizoda 39 | 17.kolovoza |
| Epizoda 40 | 18.kolovoza |

## Uloge
≈ Orašar: Lovro Preprotnik

## Filmska ekipa
≈ Ideja: Irena Grgić
≈ Scenarij: Sanja Graz, Irena Grgić
≈ Produkcija: Magnolia Naklada
≈ Montaža: Mario Bogdan, Vedran Žarinić

## Glazba
Glazba koja se čuje u uvodnoj i završnoj špici jest glazba uzeta iz opere "Orašar" koju je skladao ruski skladatelj Petar Iilijič Čajkovski.

## Vanjske poveznice
♠ "Orašar: Neispričana priča" na IMDb-u
♠ Službena stranica